# EXPO EXPO
『EXPO EXPO』(エキスポ・エキスポ) は、日本の音楽グループであるm-floによる2ndアルバム。
2001年3月発売。
2012年のバーチャル万博という設定である。
COLDFEETのLori Fineや、ナレーターの服部まこがInterludeで参加。
2012年3月21日に、avexからマスターピースシリーズ復刻版として紙ジャケットで再発されている。
初回限定でスクリーンセーバーなどの特典が付属されたが、Mac OS版が動かずにアップデータが配布された。
正門 (Interlude) で日本語で話すニュースキャスターが最後にグローバルアストロライナー号がハイジャックされた事件『The Replacement Percussionists』に言及していることから、LISAが脱退するまでのm-floのアルバムはすべてストーリーがつながっている事がわかる。
リカットされたシングル「Yours only,」 のカップリング曲「Lies」は本アルバムでは収録されていない。

## 収録曲
1. 正門 (Interlude)
2. prism
  - 後にリカットシングルとしてリリースされた。
3. 東門 (Interlude)
4. EXPO EXPO feat. Towa Tei, Bahamadia & Chops
  - タイトルナンバー。TOWA TEI (CHATR)、Bahamadia、Chops(MB's)をフィーチャリング。
5. What It Is
6. orbit-3
  - 先行シングル。
7. 南門 (Interlude)
8. Dispatch feat. Dev Large, Nipps & Vincent Galluo
  - BUDDHA BRANDのメンバーであるDEV LARGEとNIPPSをフィーチャリング、後にリカットシングルとしてリリースされた。
9. magenta rain feat. Umjanna
  - セッションバンドumjanna!をフィーチャリング。
10. 中央タワー (Interlude)
11. come again
  - 9枚目のシングル、カネボウ テスティモ TVCMイメージソング。
12. 西門 (Interlude) 
  - 「come again」のintroのような音で始まり、英語を話す女性は服部まこによるもの。
13. Yours only,
  - 後にリカットシングルとしてリリースされ、LISAとm-floによる最後のシングルとなった。
14. How You Like Me Now?
  - 8枚目のシングル、シングル曲とは違いアカペラのフックで始まるアルバムバージョンのようになっている。
  - TDK Digital Audio CM ソング
15. アリガトウ (Interlude)
16. The Bandwagon